# Бесцветная кока-кола
Бесцветная кока-кола (англ. White Coke) — бесцветный вариант напитка кока-колы, созданный по просьбе маршала Советского Союза Г. К. Жукова.

## История
Бесцветная кока-кола была произведена в 1940-х годах по просьбе Георгия Константиновича Жукова лично для него. Оригинальный напиток коричневого цвета был представлен Жукову Верховным главнокомандующим Союзными войсками в Европе — Дуайтом Эйзенхауэром, который был любителем кока-колы. Жуков тоже полюбил её и решил попросить американцев сделать кока-колу бесцветной, чтобы её распитие в общественных местах не рассматривалось в СССР как поклонение символу американского империализма.
Георгий Константинович попросил об этом генерала Марка Уэйна Кларка, командующего американским сектором оккупированной союзниками Австрии, который передал просьбу президенту Гарри Трумэну. Трумэн, в свою очередь, связался с Джеймсом Фарли, председателем правления компании «Кока-Кола Экспорт Корпорейшн». Фарли поручил техническому руководителю компании Coca-Cola Миладину Зарубице, который являлся сыном югославских иммигрантов, создать в Австрии производство для розлива такого напитка согласно просьбе Жукова. Зарубица нашёл химика, который смог убрать окраску из напитка, тем самым выполнив желание маршала Жукова.
Бесцветная версия Кока-Колы была разлита в прозрачные стеклянные бутылки с белой крышкой, на которой в центре была изображена красная звезда. Первая партия бесцветной кока-колы составила 50 ящиков.

## Pepsi
Попытку выпускать прозрачный напиток предпринимала американская компания PepsiCo. Продукт под названием Crystal Pepsi продается в США и Канаде.